# Иссыкское письмо

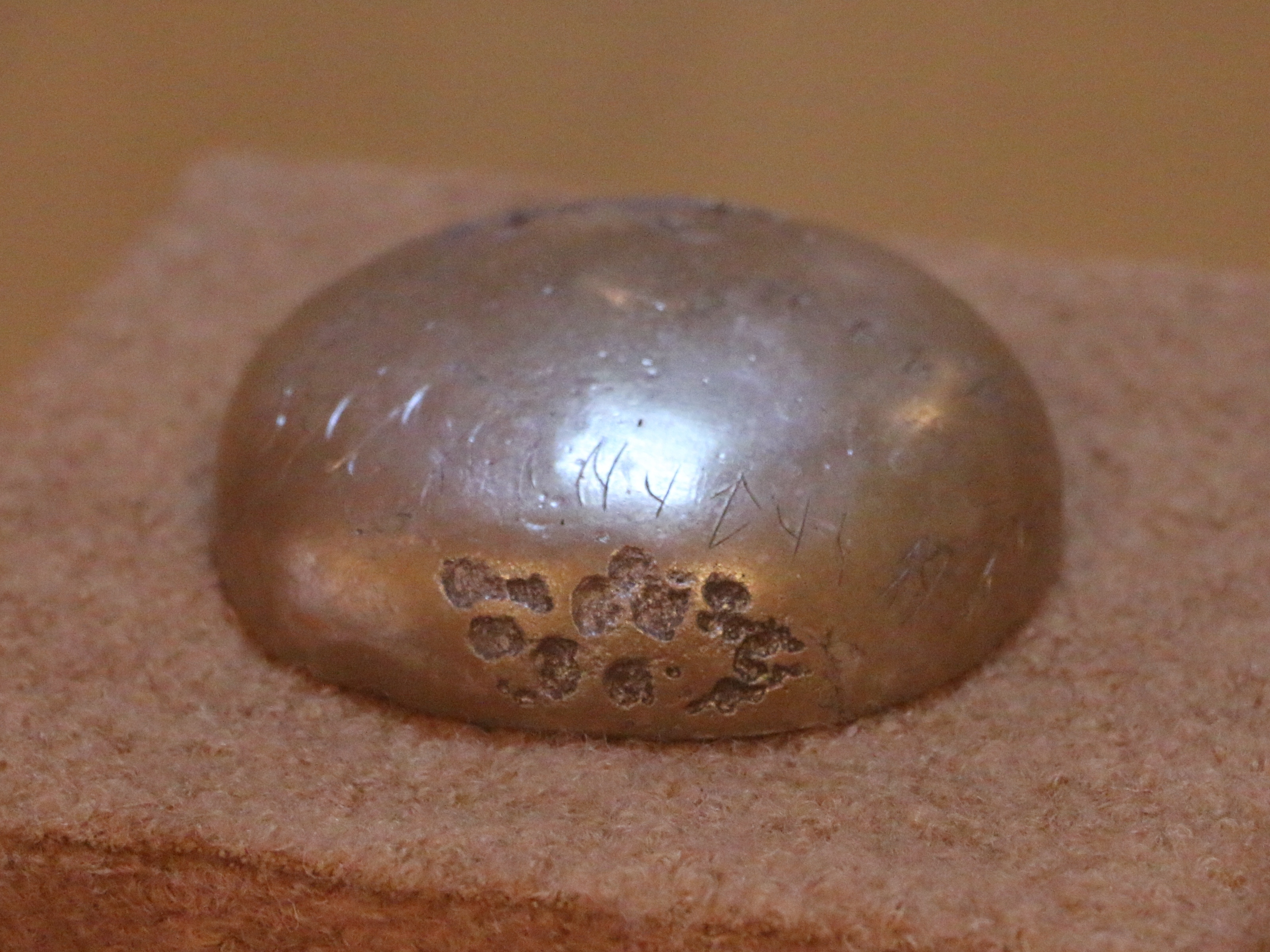
Чаша с надписью

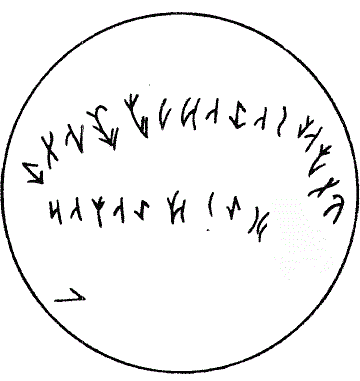
Надпись на блюде из Иссыкского кургана

Иссы́кское письмо́ — общее название для ряда недешифрованных надписей, найденных на Памире и Тянь-Шане.
Наиболее известный памятник данного письма — горизонтальная надпись на внешней стороне сакской серебряной чаши из кургана Иссык (Казахстан в 50 км от Алма-Аты), в котором был захоронен «золотой человек». Надпись состоит из 26 знаков, внешне напоминающих орхоно-енисейскую письменность (по другой гипотезе — письмо кхароштхи). Чаша датируется V в. до н. э. Некоторыми исследователями признаётся вероятность того, что потомком этого письма является более позднее (VI—VIII вв. н. э.) классическое орхоно-енисейское.
Та же письменность предположительно была представлена в трёхъязычной надписи (трилингве) из Дешт-и-Навур I в. н. э. — на пракрите письмом кхароштхи, на бактрийском языке греческим алфавитом, а также иссыкским письмом (которое Лившиц В. А. идентифицировал как сакское). В настоящее время надпись утрачена.
Отдельные знаки иссыкского письма представлены на многочисленных надписях на обломках глиняной посуды и камня из Южного Узбекистана, Южного Таджикистана и Северного Афганистана, которые оставлены кушанами и датируются примерно I—VI вв. н. э.

## Попытки дешифровки письма
По мнению некоторых учёных, скорее всего, чаша с надписью  не случайно попала в курганное захоронение. Между тем, содержание надписи может не отражать ситуацию, то есть это — не эпитафия.
Венгерский лингвист Янош Гарматта в 1999 году предложил прочтение надписи на хотано-саксом диалекте: «Чаша должна содержать виноградное вино, добавлена приготовленная пища, (пусть да) приумножится для смертного. Затем туда добавлено приготовленное свежее масло».
Линию тюркских чтений повёл крупный специалист в области руники Алтай Аманжолов, прочитав надпись в 1971 следующим образом:

аγа sаηa očuq (Aγa, saηa očuq! — «Старший брат, тебе (этот) очаг!»)

bäz čök boqun ičr(?)ä uzuq …i (Bez, cök! Boqun ičrä [r?] azuq! …i — «Чужой, опустись на колени! [Да будет] у поколения пища!»)
Известный тюрколог Гаркавец А. Н., предположив, что в Иссыкском захоронении погребена женщина, или же что чаша попала туда уже гораздо позже нанесения, возможно, в качестве трофея (на что могут указывать сплюснутые перстни из захоронения же), предлагает такое прочтение надписи:

Qïz-er, ičiŋ, oqu-sünügü čezib, (Дева-герой, выпей, когда мы, отторочив стрелы и копья,)

köčü aŋsaġ (будем поминать кочёвку.)
Стоит отметить, что в литературе и в интернете имеется немало толкований текста, и все они оспариваются как неубедительные по причине бросающейся в глаза неестественности.